# Béatrice Kombe Gnapa
Béatrice Kombe Gnapa (Touba, Costa de Marfil; 6 de abril de 1972-Abiyán, Costa de Marfil; 21 de febrero de 2007) fue una bailarina y coreógrafa de Costa de Marfil, considerada una figura destacada de la danza moderna experimental en África.

## Biografía
Hija de un profesor de danza tradicional, nació en Touba en 1972. Desde muy joven actuó en grupos de danza tradicional africana. En 1997, Gnapa formó la compañía de danza TchéTché, formada exclusivamente por mujeres, con la bailarina Jeety Lebri Bridgi. Sus coreografías se basan en danzas tradicionales a las que se da una interpretación contemporánea. TchéTché fue premiada en el Concurso Internacional de Danza Africana en 1999. Ese mismo año, la compañía actuó en el Festival international de nouvelle danse de Montreal. Gnapa bailó un dúo con Nadja Bengré en los Rencontres chorégraphiques de l'Afrique et de l'océan Indien en París en 2006. Desde 2002 hasta su fallecimiento fue profesora invitada en el departamento de teatro y danza de la Universidad de Florida.
Su trabajo fue galardonado con el Prix découvertes RFI en 2000, el Premio Unesco en el Festival MASA en 1999 y un premio en los Rencontres chorégraphiques d'Afrique et de l'océan Indien en 2001. Su compañía apareció en el documental de 2002 African Dance: Sand, Drum and Shostakovich, de Ken Glazebrook y Alla Kovgan. Igualmente Gnapa apareció en el documental Movement (R)evolution Africa, de Joan Frosch, en 2006.
Béatrice Kombe Gnapa falleció en Abiyán a causa de una insuficiencia renal a la edad de 34 años. Su compañía acababa de terminar su segunda gira por Estados Unidos.